# Ютика (река)
Ютика или Юта — река в России, протекает по Кировскому району Ленинградской области. Устье реки находится в 3 км от устья реки Сарьи по правому берегу. Длина реки — 24 км, площадь водосборного бассейна — 75,8 км².

## География
Ютика начинается в болоте Большая Гладь и течёт на юг. Слева впадает крупный приток Ругала (она же Горгала), после чего Ютика поворачивает на северо-запад и впадает в Сарью в деревне Колосарь. Перед устьем принимает справа приток Малакса. Высота устья — 6,4 м над уровнем моря.

## Данные водного реестра
По данным государственного водного реестра России относится к Балтийскому бассейновому округу, водохозяйственный участок реки — Водные объекты бассейна озера Ладожское без рек Волхов, Свирь и Сясь, речной подбассейн реки — Нева и реки бассейна Ладожского озера (без подбассейна Свирь и Волхов, российская часть бассейнов). Относится к речному бассейну реки Нева (включая бассейны рек Онежского и Ладожского озера).
Код объекта в государственном водном реестре — 01040300212102000025256.